# ...e o Mundo Silenciou
…e o mundo silenciou é um livro de Ben Abraham, publicado em 1972. O livro trata da trajetória do autor após ser deportado ao gueto de Lodz durante a 2.ª Guerra Mundial. Esse livro retrata a história de Ben Abraham e dos judeus que sofreram com as perseguições dos nazistas na 2.ª Guerra Mundial .

## Personagens principais
- Ben Abraham: autor e personagem principal do livro
- Sua mãe Ida Nekrycz: Mãe de Ben Abraham e personagem secundário
- Seu pai Abraham Nekrycz: Pai de Ben Abraham, morre muito cedo na história

## Enredo
Antes da guerra o Ben Abraham morava em Lodz, Polônia, com sua mãe e seu pai. No dia 15 de Outubro a polícia secreta alemã, Gestapo invadiu a casa de Ben Abraham e ele e sua família acabaram sendo deportados para guetto que tinha o mesmo nome de sua cidade. Quando chegaram no guetto de Lodz foram morar na rua Brzezinska, número 41. No dia 1 de Maio de 1940 o guetto foi fechado para o resto do mundo: nenhum judeu poderia entrar ou sair do guetto.
No guetto, Ben Abraham trabalhou numa oficina de caldeiras, Kessel Abteilung, como um "faz tudo", depois como um braqueador de caldeiras. Quando um dia ele cuspiu sangue por causa do ácido nas caldeiras, e ele pediu ao seu chefe para mudar de setor e ele passou a ser ajudante de soldador. Após um incidente na soldagem em que ele quase ficou cego, ele muda de emprego e vai para a Metal Ressort. Ele pediu para ser serralheiro, mas mudou de ideia quando lhe perguntaram o que ele queria ser. Ele respondeu mecânico.